# Estacionamento de bicicletas

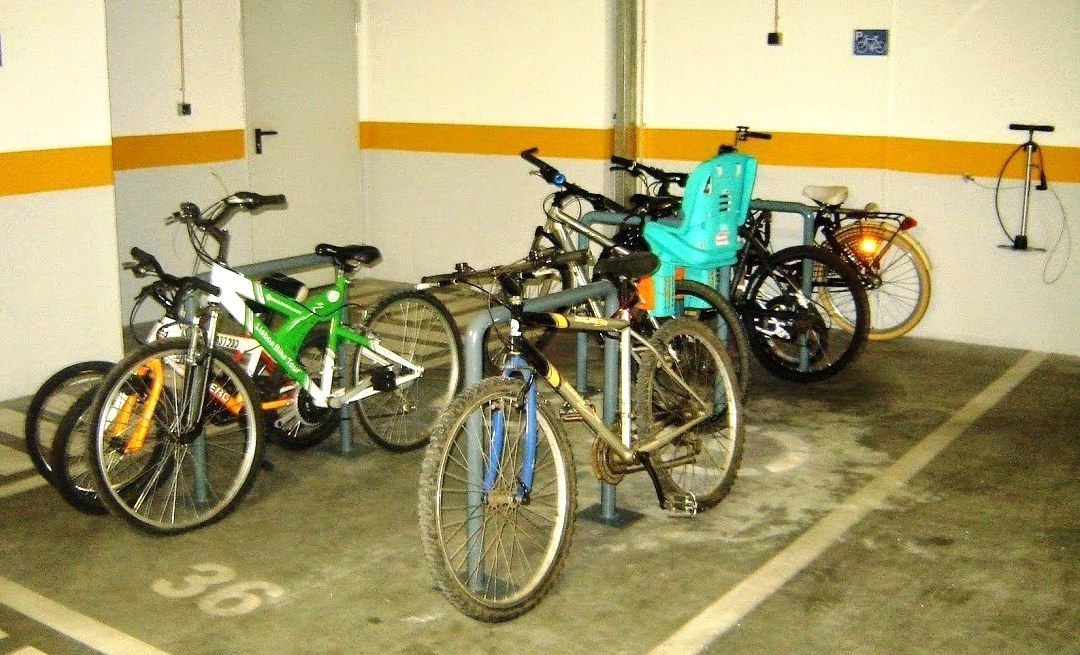
Estacionamento de bicicletas em garagem

Um estacionamento de bicicletas ou bicicletário é um local, público ou privado, onde se pode prender de forma segura, uma bicicleta durante um período alargado de tempo, para fins de estacionamento. Existem vários tipos de acordo com o custo, a densidade de bicicletas, o local onde se prende na bicicleta e o nível de segurança.

## Categoria de estacionamento

### Em U-invertido

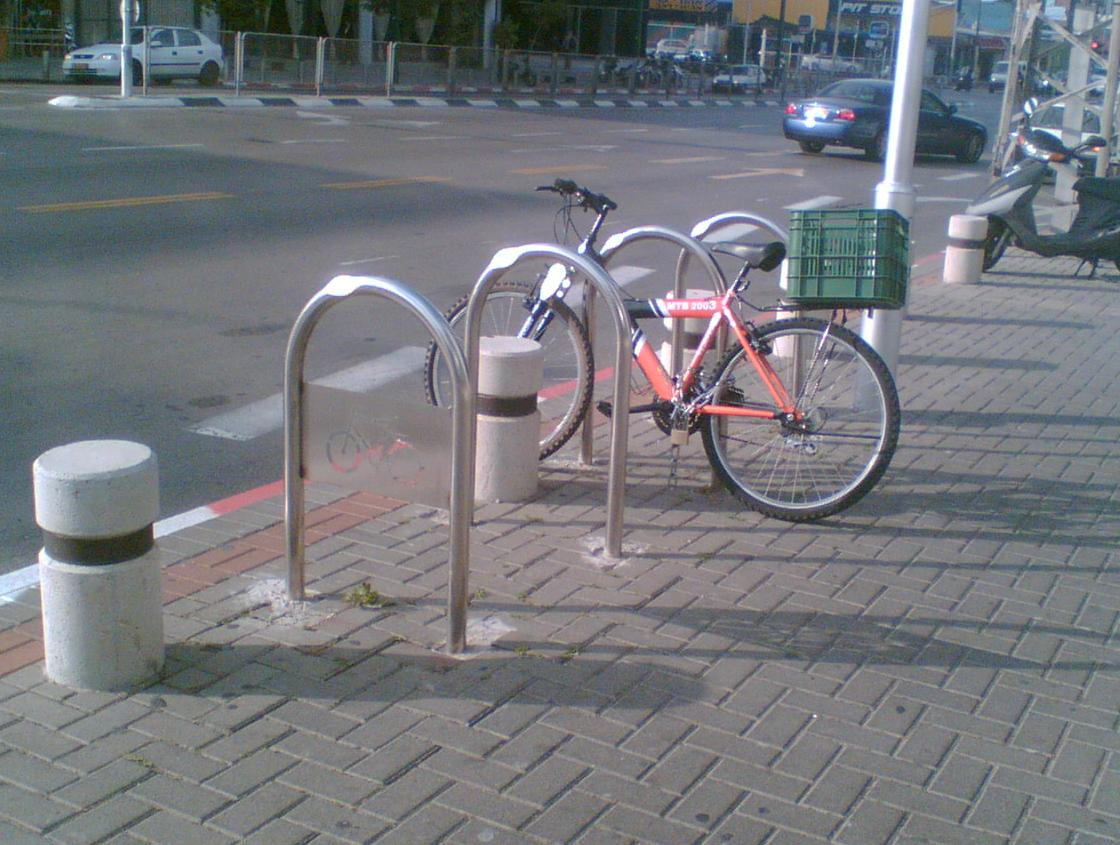
Estacionamento em U-invertido

Têm dois apoios no solo, e normalmente os cantos superiores são arredondados por questões de segurança. A altura da barra superior tende a ter a altura média de um quadro de bicicleta tradicional para homens. Quando são colocados no espaço público devem ter uma barra inferior para orientar os invisuais. A bicicleta fica presa normalmente pelo quadro, aumentando a assim segurança.

### Em serpentina

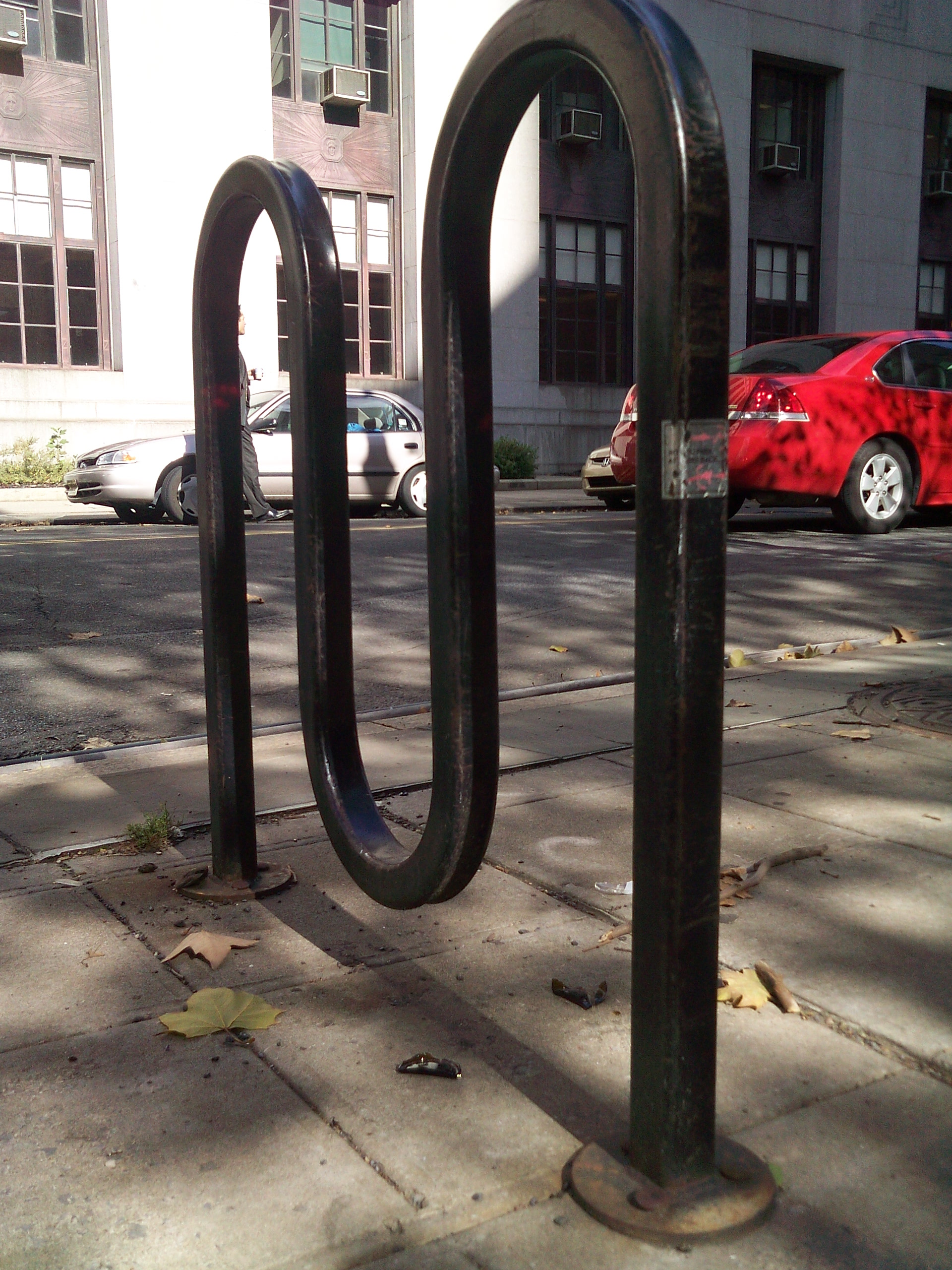
Estacionamento em serpentina

Têm características técnicas em comum com os U-invertidos, mas em lugar da barra superior horizontal, têm uma barra em forma de serpentina. Tal permite que haja maior flexibilidade no local de prendimento da bicicleta.

### Em grelha

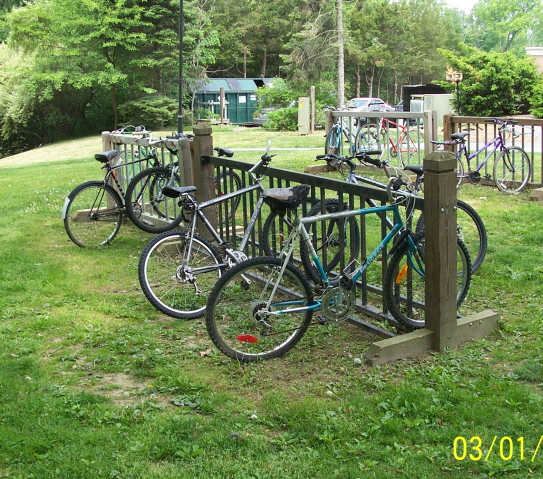
Estacionamento em grelha

Permitem mais bicicletas por unidade de espaço, alinhadas lateralmente, e normalmente a bicicleta é presa pela roda dianteira ou pelo garfo. São menos seguros que os estacionamentos em U-invertido, pois por norma não é possível prender a bicicleta pelo quadro, todavia permitem mais bicicletas na mesma unidade de espaço.